# ロンドン消防隊
ロンドン消防隊（ロンドンしょうぼうたい、英: London Fire Brigade、略称: LFB）は、ロンドンを管轄する法定の消防機関。1865年の帝都消防隊法 (Metropolitan Fire Brigade Act of 1865) により創設された。ロンドン消防局やロンドン消防庁、ロンドン消防本部などの訳もみられる。
ロンドン消防隊は、全ての英国の消防局の中で、国立のスコットランド消防本部に次いで規模が大きく、世界の中では、東京消防庁、ニューヨーク市消防局、パリ市消防局、スコットランド消防本部に次いで、5番目に大きな消防組織である。102の消防署に、5,096人の消防士と消防吏員を含む、5,992人の職員を擁している。
2023年現在、アンディ・ローがロンドン消防・緊急事態計画局のコミッショナーを務めており、ロンドン消防隊を統轄する消防総監の地位にある。ロンドン消防隊の運営に対する法定責任は、ロンドン消防・緊急事態計画局が負う。
2013/14年度、ロンドン消防隊は171,067件の999番通報（緊急通報）に対処した。それらについて実際に消防隊を出動させた中では、20,934件が火災通報で、そのうちの10,992件が重大な火災であった。これらの通報件数から、ロンドン消防隊は世界で最も忙しい消防隊の一つといえる。同じ12ヶ月間でみると、ロンドン消防隊は3,172件のいたずら電話を受けた。これは英国の他のどの消防局よりも多い数字であったが、隊員が出動させられたのは、そのうちの1,424件のみであった。2015/16年度は、171,488件の緊急通報を受理した。その内訳は、20,773件の火災、30,066件の特別業務（消火活動以外）の出動、48,696件の誤報であった。
ロンドン消防隊は、消火活動だけでなく、道路交通事故、洪水、エレベーター内に閉じ込められた人の救助、その他危険物処理などのようなインシデントにも対応する。このほか、緊急事態計画や火災安全の点検、および防災教育活動も行う。ロンドン消防隊の消防士は応急処置の訓練を受けており、その全ての消防車には基本的な酸素吸入器を含む応急処置用具一式が備えられているが、消防隊としては救急サービスを提供していない。その代わりに、独立したNHSトラストとしてのロンドン救急サービスがその役割を担う。これはロンドン消防隊がファーストレスポンダー（最初の対応者）として活かされることを意味する。2016年、ロンドン消防隊はロンドン救急サービス (LAS) との新たなイニシアチブの下、救急サービスの仕事にかかる重圧を和らげるための試みの中で、LASの緊急救急車両と共に、生命が脅かされる緊急事態（心停止または呼吸停止）に対応する。